# レアンドロ・コルデイロ・ジ・リマ・シウヴァ
レアンドリーニョ（Leandrinho）ことレアンドロ・コルデイロ・ジ・リマ・シウヴァ（ポルトガル語: Leandro Cordeiro de Lima Silva、1993年9月25日 - ）は、ブラジルのサッカー選手。ポジションはMF。

## クラブ歴

### サントス
2010年にサントスFCの下部組織に加入。2012年8月5日にカンピオナート・ブラジレイロ・セリエAで初出場。
ムリシ・ラマーリョ監督からは高評価されたものの、U-20チームでプレーする事が多く、U-20のカンピオナート・パウリスタ制覇に貢献した。2013年7月10日にプロ初得点をコパ・ド・ブラジルで決めた。
2013年8月16日にクラウジネイ・オリヴェイラ監督によってトップチーム専属となると、2017年12月まで契約を更新。2013年はレギュラーとして活躍したが、翌年に控えに陥落した。2015年も出場機会に乏しく、2016年6月3日には12月までの契約でオエステFCにレンタル移籍の話が纏まりかけていたが破談した。
2016年7月8日にポルトガル・プリメイラ・リーガのリオ・アヴェFCにサントスが所有権の一部を持ち続ける形で移籍。

## タイトル
サントス
- レコパ・スダメリカーナ: 2012
- カンピオナート・パウリスタ: 2015, 2016